# Вујасиновић
Вујасиновић је српско презиме, патроним настао од мушког имена Вујасин. Значајни људи са овим презименом су:
- Владимир Вујасиновић (рођен 1973), српски ватерполиста
- Дада Вујасиновић (1964–1994), српска новинарка